# الرجل الأبيض المتوسط (فلم)
الرجل الأبيض المتوسط فيلم كوميدي مصري من إنتاج عام 2001، بطولة أحمد آدم، وعزت أبو عوف، وسمية الخشاب. ومن إخراج شريف مندور، وهو أول فيلم يخرجه.
الفيلم مقتبس من الفيلم الأمريكي Nothing to lose إنتاج عام 1997.

## قصة الفيلم
تدور أحداث الفيلم حول زغلول (أحمد آدم) مخترع شاب يحاول أن يجد وسيلة لحماية منزله من الانهيار ويسعى للزواج من جارته التي يرفض أخوها القزم طلبه، يحاول زغلول اختراع أشياء مفيدة للناس لكنه يحتاج من المال، يحاول أن يسطو على سيارة أدهم (عزت أبو عوف) رجل الأعمال لكنه يفشل في المحاولة ويأخذه معه أدهم عنوة ليذهبا إلى الصحراء ويكتشف أن أدهم قرر الهرب إلى مكان ما بسبب خيانة سكرتيرته واستيلائها على أمواله بعد أن تزوجت من محاميه، يواجه الاثنان المجهول ويتعرفان على كراميلا (سمية الخشاب) التي تعمل في أحد المقاهي وتهرب معهما إلا أن خطيب الفتاة وصديقه الخارج عن القانون مثله يطاردوهما وفي النهاية يتعاون الجميع من أجل استعادة ثروة أدهم المنهوبة ويتمكن زغلول من مساعدة أهل حارته وإنقاذ المنازل قبل انهيارها.

## بطولة
- أحمد آدم: (زغلول)
- عزت أبو عوف: (أدهم)
- سمية الخشاب: (كراميلا)
- ماجد الكدواني: (المر بزيادة)
- محمود البزاوي: (العربي سيطرة)
- نشوى مصطفى: (وفاء)
- محمد عيد: (صابر - أخو وفاء)
- شمس: (فريدة - زوجة أدهم)
- نادية الراوي: (نادية - سكرتيرة أدهم)
- سعيد طرابيك: (بسطاويسي)
- حسين الشربيني: (صاحب ورشة السيارات)
- ميمي جمال: (والدة فريدة)
- طلعت زكريا: (ضابط الشرطة)

## فريق العمل
- إخراج: شريف مندور
- إنتاج: الشركة العربية للإنتاج والتوزيع السينمائي
- توزيع: الشركة العربية للإنتاج والتوزيع السينمائي
- سيناريو وحوار: أحمد البيه
- مونتاج: أحمد عبد الله السيد
- موسيقى تصويرية: هشام جبر
- مدير التصوير: محسن أحمد

## وصلات خارجية
- مقالات تستعمل روابط فنية بلا صلة مع ويكي بيانات